# Droga krajowa nr 71 (Węgry)
Droga krajowa nr 71 (węg. 71-es főút) – droga krajowa w komitatach Veszprém, Zala i Somogy w południowo-zachodnich Węgrzech. Biegnie północnym brzegiem jeziora Balaton. Długość - 123 km. Przebieg: 
- Lepsény – skrzyżowanie z 7
- Balatonvilágos – skrzyżowanie z M7 (węzeł Balatonfüred-Enying)
- Balatonfűzfő – skrzyżowanie z 72
- Balatonalmádi
- Balatonfüred – skrzyżowanie z 73
- Badacsonytomaj
- Balatonederics – skrzyżowanie z 84
- Keszthely – skrzyżowanie z 75 i z 76
- Balatonszentgyörgy – skrzyżowanie z 7